# Vinsonberg
Mount Vinson is de hoogste berg op Antarctica en bevindt zich op ongeveer 1200 km van de zuidpool. De berg maakt deel uit van het Vinsonmassief en werd oorspronkelijk bemeten als 5140 m hoog. Volgens metingen uit circa 2000 is Mount Vinson echter "slechts" 4897 meter hoog.
De berg werd in 1957 ontdekt vanuit een vliegtuig van de marine van de VS en genoemd naar Carl Vinson, een congreslid voor de staat Georgia, die zich inzette voor wetenschappelijk onderzoek op Antarctica.
In 1966 vertrok de Amerikaanse Alpine Club als eerste expeditie die de beklimming van  de Vinson als doel had. Nadat de tien deelnemers met behulp van een C-130 van het Amerikaanse leger naar de berg gebracht waren, bereikte een groep van vier klimmers onder leiding van Nicholas B. Clinch op 18 december 1966 de top. 
De beklimming van de Vinson is technisch niet zo moeilijk, afgezien van de problemen om naar Antarctica te reizen en zich daar naar de Vinson te begeven. Als een van de zogenoemde "zeven toppen" komt de Vinson wel onder de aandacht van een groep alpinisten. Nederlandse klimmers die deze top hebben bereikt zijn Ronald Naar (1987, derde overall beklimming), Frits Vrijlandt (2002), Rozemarijn Janssen (2002), Kiek Stam (2004), Harry Lunter (06-01-2006), Hans Achterbosch (2006), Harry Kikstra (06-01-2006), Femke de Groot (2007), Wilco van Rooijen (10-01-2011) en Fokke van Velzen (10-01-2011).
1. Azië: Mount Everest (8849 m) · 2. Zuid-Amerika: Aconcagua (6962 m) · 3. Noord-Amerika: Denali (6190 m) · 4. Afrika: Kilimanjaro (5895 m) · 5. Europa: Elbroes (5642 m) / Mont Blanc (4811 m) · 6. Antarctica: Vinsonberg (4892 m) · 7. Oceanië: Puncak Jaya (4884 m)